# Minestra di pane

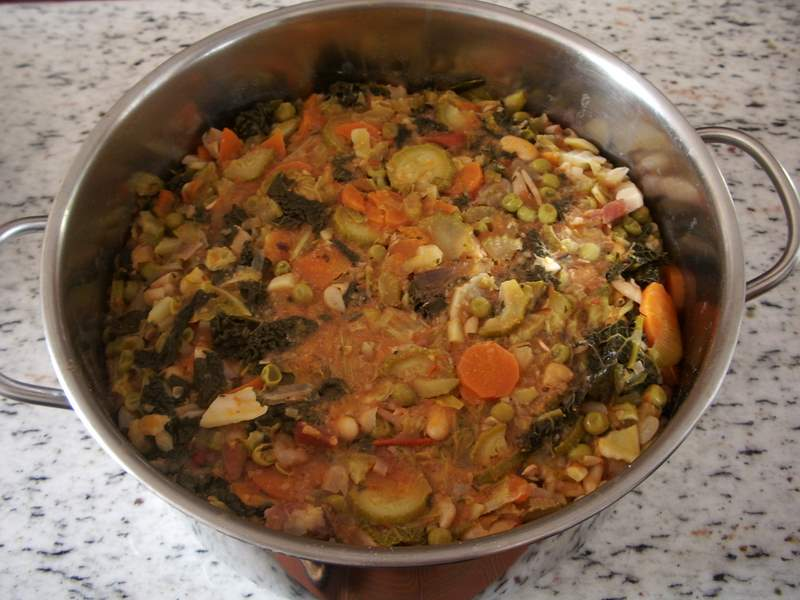
Minestra o zuppa di pane

La minestra di pane, detta anche zuppa di pane e in alcune zone semplicemente zuppa, è un piatto di pane raffermo e verdure tipico di numerose parti della Toscana, in particolare della Montagna Pistoiese, di Pistoia, e della zona di Prato e Firenze. Fa parte dei tipici prodotti della cucina povera toscana.

## Preparazione
La ricetta coinvolge numerosi tipi di verdure: patate, pomodori, fagioli, sedano, carote, cipolle e soprattutto cavolo.
In particolare è necessario che il cavolo sia di tipo verza e nero. Quest'ultimo deve aver "preso il ghiaccio", ovvero aver subito almeno una gelata invernale, che ne ammorbidisce le foglie.
I fagioli possono essere di tipo borlotto o cannellino. Il pane deve essere di tipo toscano e raffermo.
Al termine della cottura si aggiunge un filo d'olio extravergine di oliva ed eventualmente delle fette di pane abbrustolite.
La ricetta prevede numerose varianti locali, tra cui l'utilizzo della cipolla tritata a crudo, nonché la cottura di cotenne o di "culetti" di prosciutto crudo.
La preparazione della minestra di pane è più rapida rispetto alla più famosa ribollita, che subisce inoltre ulteriori fasi di cottura.